# Michael Shanks (Archäologe)

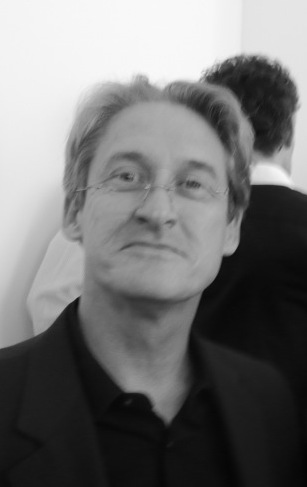
Michael Shanks, 2008

Michael Shanks (* 1959 in Newcastle upon Tyne) ist ein englischer Archäologe und Professor an der Stanford-Universität.

## Leben
Michael Shanks besuchte von 1970 bis 1976 die Royal Grammar School in Newcastle upon Tyne, die er als sehr konservativ empfunden hat.
Danach studierte er in Cambridge, wo er 1980 einen Bachelor erhielt, obwohl er kaum Vorlesungen besuchte. Er erhielt 1983 seinen Master von Peterhouse. 1982 erwarb er das Post Graduate Certificate of Education (vergleichbar dem deutschen Staatsexamen) an der Universität Durham und arbeitete danach sieben Jahre als Lehrer für Latein, Griechisch und Alte Geschichte an der Whitley Bay High School in einer alten Zechenstadt in der County Durham. Er kehrte nach Cambridge zurück und wurde 1992 promovierte mit einer Arbeit über das antike Korinth. Er habilitierte 1997 am Institut für Archäologie der Universität Göteborg. 1991/92 war er wissenschaftlicher Mitarbeiter am Centre d’Archéologie Classique, Paris 1 (Sorbonne), Maison des Sciences de l’Homme. 1992 bis 1998 war er Dozent für Archäologie an der University of Wales in Lampeter. 1997 war Shanks Dozent am Archäologischen Institut in Göteborg, das damals von Kristian Kristiansen geleitet wurde.
1998 erhielt er einen Ruf als Professor für klassische Archäologie an die Stanford University. 1998 bis 2005 war er außerdem Honorarprofessor am Department of Cultural and Social Anthropology der Stanford University. 2000 wurde er Omar and Althea Hoskins Professor für klassische Archäologie an der Stanford University. Dort leitet er unter anderem das MetaMedia Lab und seit 2004 das Stanford Humanities Lab. Er unterrichtet am Hasso Plattner Institute of Design und untersucht zusammen mit Larry Leifer, wie mithilfe der Innovationsmethode Design Thinking Zukunftsforschung betrieben werden kann.
Shanks ist neben Ian Hodder und Chris Tilley als einer der bedeutendsten Vertreter der Postprozessualen Archäologie bekannt. Inzwischen hat er sich der sogenannten „symmetrischen Archäologie“ zugewandt, die sich in Opposition zur „Social archaeology“ definiert. Er beschäftigt sich auch intensiv mit Kybernetik und Neuen Medien.

## Zitate
"My archaeology is a bridging field. For me, archaeologists do not discover the past; they work on what remains. Archaeology is about our relationships with what is left of the past."

## Schriften
- Michael Shanks, Chris Tilley: Re-Constructing Archaeology. Cambridge 1987
- Michael Shanks, Chris Tilley: Social Theory and Archaeology. Cambridge 1987.
- Experiencing the Past: on the character of archaeology.  Routledge, London/New York 1991.
- Ian Hodder, Alexandra Alexandri, Victor Buchli, John Carman, Jonathan Last, Gavin Lucas (Hrsg.): Interpreting Archaeology: Finding Meaning in the Past. Routledge, London 1995
- Michael Shanks, Ian Hodder: Processual, Postprocessual and Interpretive Archaeologies. In: I. Hodder, M. Shanks, A. Alexandri, V Buchli, J. Carman, J. Last, G. Lucas (Hrsg.): Interpreting Archaeology. Finding Meaning in the Past. Routledge, London, S. 3–29.
- Classical Archaeology of Greece: Experiences of the Discipline. Routledge, London, 1996.
- Randall McGuire, Michael Shanks: The craft of archaeology. In: American Antiquity 61/1, 1996, S. 75–88.
- Art and the Early Greek City State, an interpretive archaeology. New studies in archaeology. Cambridge University Press, Cambridge 1999.
- Mike Pearson, Michael Shanks: Theatre/Archaeology. 2001
- Michael Shanks, Jeffrey Schnapp, Matthew Tiews: Archaeologies of the Modern. (Sonderausgabe von Modernism/Modernity 2004).
- Three rooms: archaeology and performance. In: Journal of Social Archaeology 4, 2004, S. 147–180.
- Ian Hodder, Mark P. Leone, Reinhard Bernbeck, Silvia Tomásková, Patricia A. McAnany, Stephen Shennan, Colin Renfrew, Michael Shanks: Revolution fulfilled? Symbolic and Structural Archaeology, a Generation on. Cambridge Archaeological Journal 17/2, S. 199–228.
- Symmetrical Archaeology. In: World Archaeology 39/4, 2007, 589–596.
- Symmetrical Archaeology. In: Complutum 18, 2007.
- Postprocessual archaeology and after. In: C. Chippindale, H. Maschner (Hrsg.): Handbook of Archaeological Method and Theory. Altamira, Walnut Creek 2007.
- William L. Rathje, Michael Shanks, Christopher Witmore (Hrsg.): Archaeology in the Making: Conversations Through a Discipline. Routledge, New York 2013